# Juan El Caballo Loco
Juan El Caballo Loco (Santa Barbara, 24 giugno 1998) è un attore pornografico statunitense.

## Biografia e carriera
Originario della Carolina, è entrato nell'industria pornografica all'età di 18 anni nel marzo del 2017, girando una scena per BangBus con Keisha Grey. Ha lavorato con case produttrici quali come Nubile Film, Mofos, Reality Kings, Brazzers e Bang Bros.
Nel 2018 ha ottenuto l'AVN Award come Best Male Newcomer.

## Riconoscimenti
- AVN Awards
  - 2018 – Best Male Newcomer[4]